# Concha de Oro
La Concha de Oro è il premio principale assegnato nel corso del Festival internazionale del cinema di San Sebastián.
Nelle edizioni del 1953 e del 1954 furono premiate soltanto pellicole spagnole. Dal 1957 il festival assegna la Concha de Oro (Conchiglia d'Oro) per il miglior film del concorso, che venne conferito per la prima volta al film La nonna Sabella di Dino Risi. 
Dal 1980 al 1984 non venne conferita la Concha de Oro como ma un Gran Premio de la Crítica Internacional. In tutte le altre edizioni il miglior film venne premiato con la Concha de Oro.

## Albo d'oro
Vengono indicati i vincitori in grassetto, in corsivo i candidati.

### 1953-1959
- 1953: - La guerra di Dio (La Guerra de Dios), regia di Rafael Gil
  - Acuérdate de vivir, regia di Roberto Gavaldón
  - Casco d'oro (Casque d'or), regia di Jacques Becker
  - Criniera bianca (Crin blanc: Le cheval sauvage), regia di Albert Lamorisse
  - Don Camillo, regia di Julien Duvivier
  - Dos caminos, regia di Arturo Ruiz Castillo
  - Gli amanti di Verona (Les amants de Vérone), regia di André Cayatte
  - Gli orgogliosi (Les orgueilleux), regia di Yves Allégret
  - Hay un camino a la derecha, regia di Francisco Rovira Beleta
  - Il terrore dell'Andalusia (Carne de horca), regia di Ladislao Vajda
  - La maschera di cera (House of Wax), regia di André De Toth
  - Magia verde, regia di Gian Gaspare Napolitano
  - Misión extravagante, regia di Ricardo Gascón
  - Passione nuda (La pasión desnuda), regia di Luis César Amadori
  - Siamo tutti assassini (Nous sommes tous des assassins), regia di André Cayatte
  - Teresa Raquin (Thérèse Raquin), regia di Marcel Carné
  - Traviata '53, regia di Vittorio Cottafavi
  - Zitto e... mosca (Top Secret), regia di Mario Zampi
- 1954: - Sierra maldita, regia di Antonio del Amo
  - El abuelo, regia di Román Viñoly
  - Il montone a cinque zampe (Le mouton à cinq pattes), regia di Henri Verneuil
  - Il peccato di Giulietta (Julietta), regia di Marc Allégret
  - La danza de los deseos, regia di Florián Rey
  - La patrulla, regia di Pedro Lazaga
  - La tigre nell'ombra (The Sleeping Tiger), regia di Joseph Losey
  - Le grand pavois, regia di Jacques Pinoteau
  - Lo scudo dei Falworth (The Black Shield of Falworth), regia di Rudolph Maté
  - Maddalena, regia di Augusto Genina
  - Maske in Blau, regia di Georg Jacoby
  - Meraviglioso amore (Cuando me vaya), regia di Tito Davison
  - The Rainbow Jacket, regia di Basil Dearden
  - Via senza ritorno (Weg ohne Umkehr), regia di Victor Vicas
  - Viento del norte, regia di Antonio Momplet
- 1955: - Giorni d'amore, regia di Giuseppe De Santis
  - Ventimila leghe sotto i mari (20,000 Leagues Under the Sea), regia di Richard Fleischer
  - Alì Babà (Ali Baba et les 40 voleurs), regia di Jacques Becker
  - Cavalleria rusticana, regia di Carmine Gallone
  - Contraband Spain, regia di Lawrence Huntington e Julio Salvador
  - Der Pfarrer von Kirchfeld, regia di Hans Deppe
  - La grande speranza, regia di Duilio Coletti
  - La guerra privata del maggiore Benson (The Private War of Major Benson), regia di Jerry Hopper
  - La principessa delle Canarie, regia di Paolo Moffa
  - La pícara molinera, regia di León Klimovsky
  - Mademoiselle de Paris, regia di Walter Kapps
  - Quattro in medicina (Doctor in the House), regia di Ralph Thomas
  - Shaitan, il diavolo avventuroso (Fortune carrée), regia di Bernard Borderie
- 1956: - Il ferroviere, regia di Pietro Germi
- 1957: - La nonna Sabella, regia di Dino Risi
- 1958: - Ewa chce spać, regia di Tadeusz Chmielewski
- 1959: - La storia di una monaca (The Nun's Story), regia di Fred Zinnemann

### 1960-1969
- 1960: - Giulietta, Romeo e le tenebre (Romeo, Juliet a Tma), regia di Jiří Weiss
- 1961: - I due volti della vendetta (One-Eyed Jacks), regia di Marlon Brando
- 1962: - L'isola di Arturo, regia di Damiano Damiani
- 1963: - Mafioso, regia di Alberto Lattuada
- 1964: - Il ribelle dell'Anatolia (America, America), regia di Elia Kazan
- 1965: - Mirage, regia di Edward Dmytryk e La mela d'oro (Zlatá reneta), regia di Otakar Vávra
- 1966: - I Was Happy Here, regia di Desmond Davis
- 1967: - Due per la strada (Two for the Road), regia di Stanley Donen
- 1968: - Un lungo giorno per morire (The Long Day's Dying), regia di Peter Collinson
- 1969: - Non torno a casa stasera (The Rain People), regia di Francis Ford Coppola

### 1970-1979
- 1970: - Ondata di calore, regia di Nelo Risi
- 1971: - Il ginocchio di Claire (Le genou de Claire), regia di Éric Rohmer
- 1972: - Truman Capote: la corruzione il vizio e la violenza (The Glass House), regia di Tom Gries
- 1973: - Lo spirito dell'alveare (El espíritu de la colmena), regia di Víctor Erice
- 1974: - La rabbia giovane (Badlands), regia di Terrence Malick
- 1975: - Furtivos, regia di José Luis Borau
- 1976: - Anche gli zingari vanno in cielo (Tabor ujodit v niebo), regia di Emil Loteanu
- 1977: - Partitura incompiuta per pianola meccanica (Neokonchennaya pyesa dlya mekhanicheskogo pianino), regia di Nikita Michalkov
- 1978: - Il clandestino (Alambrista!), regia di Robert M. Young
- 1979: - Maratona d'autunno (Ossenij marafon), regia di Georgij Danelija

### 1980-1989
- 1980: - Direttore d'orchestra (Dyrygent), regia di Andrzej Wajda
- 1981: - Storie di ordinaria follia , regia di Marco Ferreri
- 1982: - I diavoli in giardino (Demonios en el jardín), regia di Manuel Gutiérrez Aragón
- 1983: - Prestami il rossetto (Coup de foudre), regia di Diane Kurys
- 1984: - Rusty il selvaggio (Rumble Fish), regia di Francis Ford Coppola
- 1985: - Yesterday, regia di Radosław Piwowarski
- 1986: - La metà del cielo (La mitad del cielo), regia di Manuel Gutiérrez Aragón
- 1987: - Nozze in Galilea (Urs al-jalil ), regia di Michel Khleifi
- 1988: - Sulla collina nera (On the Black Hill), regia di Andrew Grieve
- 1989: - Homer & Eddie (Homer and Eddie), regia di Andrej Končalovskij e La nación clandestina, regia di Jorge Sanjinés

### 1990-1999
- 1990: - Le lettere di Alou (Las cartas de Alou), regia di Montxo Armendáriz
  - Crocevia della morte (Miller's Crossing), regia di Joel Coen
  - La settimana della sfinge, regia di Daniele Lucchetti
  - Rojo amanecer, regia di Jorge Fons
- 1991: - Ali di farfalla (Alas de mariposa), regia di Juanma Bajo Ulloa
  - Aspettare (Waiting), regia di Jackie McKimmie
  - Highway 61, regia di Bruce McDonald
  - Nevozvrashchenets, regia di Sergey Snezhkin
  - Zombie ja Kummitusjuna, regia di Mika Kaurismäki
- 1992: - Un posto nel mondo (Un lugar en el mundo), regia di Adolfo Aristarain
  - El patrullero, regia di Alex Cox
  - Tito i ja, regia di Goran Markovic
  - Zwolnieni z zycia, regia di Waldemar Krzystek
- 1993: - Principio y fin (Principio y fin), regia di Arturo Ripstein e Sara, regia di Dariush Mehrjui
  - El aliento del diablo, regia di Paco Lucio
  - Madre Gilda (Madregilda), regia di Francisco Regueiro
  - Tombés du ciel, regia di Philippe Lioret
  - Uova d'oro (Huevos de oro), regia di Bigas Luna
- 1994: - Días contados, regia di Imanol Uribe
  - Alciz Shurek, regia di Yermek Shinarbayev
  - Fino all'ultimo fuoco (Pao Da Shuang Deng), regia di Ping He
  - Hasenjagd, regia di Andreas Gruber
  - Piccoli omicidi tra amici (Shallow Grave), regia di Danny Boyle
  - Un padre in prestito (Second Best), regia di Chris Menges
- 1995: - Il museo di Margaret (Margaret's Museum), regia di Mort Ransen
  - El palomo cojo, regia di Jaime de Armiñán
  - Elle, regia di Valeria Sarmiento
  - Hkhagoroloi Bohu Door, regia di Jahnu Barua
  - Il diavolo in blu (Devil in a Blue Dress), regia di Carl Franklin
  - Kjærlighetens kjøtere, regia di Hans Petter Moland
  - Mi familia (My Family), regia di Gregory Nava
  - Min jing gu shi, regia di Ying Ning
  - Mujeres insumisas, regia di Alberto Isaac
  - Nessuno parlerà di noi (Nadie hablará de nosotras cuando hayamos muerto), regia di Agustín Díaz Yanes
  - Poeti dall'inferno (Total Eclipse), regia di Agnieszka Holland
  - Safar, regia di Alireza Raisian
  - Schlafes Bruder, regia di Joseph Vilsmaier
  - The Near Room, regia di David Hayman
  - Via da Las Vegas (Leaving Las Vegas), regia di Mike Figgis
- 1996: - Bwana, regia di Imanol Uribe e Trojan Eddie, regia di Gillies Mackinnon
  - Bajo la piel, regia di Francisco José Lombardi
  - Beautiful Girls, regia di Ted Demme
  - Blood & Wine, regia di Bob Rafelson
  - Capitan Conan (Capitaine Conan), regia di Bertrand Tavernier
  - El último viaje de Robert Rylands, regia di Gracia Querejeta
  - Engelchen, regia di Helke Misselwitz
  - Hotel Paura, regia di Renato De Maria
  - Kamasutra (Kama Sutra: A Tale of Love), regia di Mira Nair
  - La dodicesima notte (Twelfth Night or What You Will), regia di Trevor Nunn
  - Pedar, regia di Majid Majidi
  - Qin song, regia di Xiaowen Zhou
  - Sol de otoño, regia di Eduardo Mignogna
  - Taxi, regia di Carlos Saura
  - The Fan - Il mito (The Fan), regia di Tony Scott
  - Tieta do Brasil, regia di Carlos Diegues
  - Tu nombre envenena mis sueños, regia di Pilar Miró
- 1997: - Rien ne va plus, regia di Claude Chabrol
  - Afterglow, regia di Alan Rudolph
  - Angeli armati (Men with Guns), regia di John Sayles
  - Cenizas del paraíso, regia di Marcelo Piñeyro
  - Die Schuld der Liebe, regia di Andreas Gruber
  - El color de las nubes, regia di Mario Camus
  - Firelight, regia di William Nicholson
  - I dilettanti (I Went Down), regia di Paddy Breathnach
  - J'irai au paradis car l'enfer est ici, regia di Xavier Durringer
  - La bella straniera (Victory), regia di Mark Peploe
  - La signora Dalloway (Mrs Dalloway), regia di Marleen Gorris
  - Martín (Hache), regia di Adolfo Aristarain
  - Obsession, regia di Peter Sehr
  - Pandemonium, la capital del infierno, regia di Román Chalbaud
  - Passione nel deserto (Passion in the Desert), regia di Lavinia Currier
- 1998: - L'ultimo cinema del mondo (El viento se llevó lo qué), regia di Alejandro Agresti
  - Al posto del cuore (À la place du coeur), regia di Robert Guédiguian
  - Amici & vicini (Your Friends & Neighbors), regia di Neil LaBute
  - Barrio, regia di Fernando León de Aranoa
  - Cose molto cattive (Very Bad Things), regia di Peter Berg
  - Daan, regia di Abolfazl Jalili
  - Demoni e dei (Gods and Monsters), regia di Bill Condon
  - Fin août, début septembre, regia di Olivier Assayas
  - Frontera Sur, regia di Gerardo Herrero
  - No se lo digas a nadie, regia di Francisco José Lombardi
  - Sliding Doors, regia di Peter Howitt
  - Un embrujo, regia di Carlos Carrera
  - Wonderful Life (Wandāfuru raifu), regia di Hirokazu Kore'eda
- 1999: - C'est quoi la vie?, regia di François Dupeyron
  - Cuando vuelvas a mi lado, regia di Gracia Querejeta
  - Jaime, regia di António-Pedro Vasconcelos
  - La doccia (Xi zao), regia di Yang Zhang
  - La lengua de las mariposas, regia di José Luis Cuerda
  - La maladie de Sachs, regia di Michel Deville
  - La mappa del mondo (A Map of the World), regia di Scott Elliott
  - Miss Julie, regia di Mike Figgis
  - Mumford, regia di Lawrence Kasdan
  - Nichts als die Wahrheit, regia di Roland Suso Richter
  - Orfeu, regia di Carlos Diegues
  - Rooban-e ghermez, regia di Ebrahim Hatamikia
  - Soft Fruit, regia di Christina Andreef
  - The Crossing, regia di Nora Hoppe
  - The Raven... Nevermore, regia di Tinieblas González
  - Sotto il sole (Under solen), regia di Colin Nutley
  - Volavérunt, regia di Bigas Luna

### 2000-2009
- 2000: - La perdición de los hombres, regia di Arturo Ripstein
  - Harrison's Flowers, regia di Élie Chouraqui
  - I fiumi di porpora (Les rivières pourpres), regia di Mathieu Kassovitz
  - Il mistero dell'acqua (The Weight of Water), regia di Kathryn Bigelow
  - Kao, regia di Junji Sakamoto
  - La comunidad - Intrigo all'ultimo piano (La comunidad), regia di Álex de la Iglesia
  - Paria, regia di Nicolas Klotz
  - Sin dejar huella, regia di María Novaro
  - Sotto la sabbia (Sous le sable), regia di François Ozon
  - Tinta roja, regia di Francisco José Lombardi
- 2001: - Taxi para tres, regia di Orlando Lübbert
  - Buñuel e la tavola di re Salomone (Buñuel y la mesa del rey Salomón), regia di Carlos Saura
  - C'est la vie, regia di Jean-Pierre Améris
  - En construcción, regia di José Luis Guerín
  - Escape to Paradise, regia di Nino Jacusso
  - Et rigtigt menneske, regia di Åke Sandgren
  - Giovanna la pazza (Juana la Loca), regia di Vicente Aranda
  - Hu die de wei xiao, regia di Jianjun He
  - L'ultimo bicchiere (Last Orders), regia di Fred Schepisi
  - La fuga, regia di Eduardo Mignogna
  - La sicurezza degli oggetti (The Safety of Objects), regia di Rose Troche
  - La zona grigia (The Grey Zone), regia di Tim Blake Nelson
  - Lantana, regia di Ray Lawrence
  - Le vélo de Ghislain Lambert, regia di Philippe Harel
  - Magonia, regia di Ineke Smits
  - The Warrior, regia di Asif Kapadia
  - Visionarios, regia di Manuel Gutiérrez Aragón
  - You ling ren jian, regia di Ann Hui
- 2002: - I lunedì al sole (Los lunes al sol), regia di Fernando León de Aranoa
  - Aro Tolbukhin - Nella mente di un assassino (Aro Tolbukhin - En la mente del asesino), registi vari
  - Auto Focus, regia di Paul Schrader
  - El Leyton, regia di Gonzalo Justiniano
  - Ghat e-ye zemestani, regia di Farhad Mehranfar
  - Il mare (Hafið), regia di Baltasar Kormákur
  - Il crimine di padre Amaro (El crimen del Padre Amaro), regia di Carlos Carrera
  - Il mare e l'amore (Umi wa miteita), regia di Kei Kumai
  - La ragazza delle balene (Whale Rider), regia di Niki Caro
  - Lugares comunes, regia di Adolfo Aristarain
  - Lyubovnik, regia di Valeriy Todorovskiy
  - Octavia, regia di Basilio Martín Patino
  - Open Hearts (Elsker dig for evigt), regia di Susanne Bier
  - Piccole storie (Historias mínimas), regia di Carlos Sorín
  - Pigs Will Fly, regia di Eoin Moore
  - Silvia oltre il fiume (La vie promise), regia di Olivier Dahan
  - Together with You (He ni zai yi qi), regia di Chen Kaige
  - Triplo gioco (The Good Thief), regia di Neil Jordan
- 2003: - Schussangst, regia di Dito Tsintsadze
  - Dans le rouge du couchant, regia di Edgardo Cozarinsky
  - En la ciudad, regia di Cesc Gay
  - Grimm, regia di Alex van Warmerdam
  - L'eredità (Arven), regia di Per Fly
  - La ragazza con l'orecchino di perla (Girl with a Pearl Earring), regia di Peter Webber
  - Memories of Murder (Salinui chueok), regia di Bong Joon-ho
  - Noviembre, regia di Achero Mañas
  - O Caminho das Nuvens, regia di Vicente Amorim
  - Ojos que no ven, regia di Francisco José Lombardi
  - Storia di Marie e Julien (	Histoire de Marie et Julien), regia di Jacques Rivette
  - Suite Habana, regia di Fernando Pérez
  - SuperTex, regia di Jan Schütte
  - The Station Agent, regia di Tom McCarthy
  - Ti do i miei occhi (Te doy mis ojos), regia di Icíar Bollaín
  - Veronica Guerin - Il prezzo del coraggio (Veronica Guerin), regia di Joel Schumacher
- 2004: - Turtles Can Fly (Lakposhtha parvaz mikonand), regia di Bahman Ghobadi
  - 9 Songs, regia di Michael Winterbottom
  - Bombón - El perro (El perro), regia di Carlos Sorín
  - El cielito, regia di María Victoria Menis
  - Geomi sup, regia di Il-gon Song
  - Horas de luz, regia di Manolo Matji
  - Inguélézi, regia di François Dupeyron
  - Mon père est ingénieur, regia di Robert Guédiguian
  - Non desiderare la donna d'altri (Brødre), regia di Susanne Bier
  - Omagh, regia di Pete Travis
  - Roma, regia di Adolfo Aristarain
  - San zimske noci, regia di Goran Paskaljević
  - Silver City, regia di John Sayles
  - Sumas y restas, regia di Víctor Gaviria
  - Tarfaya, regia di Daoud Aoulad-Syad
  - The Door in the Floor, regia di Tod Williams
  - Yi ge mo sheng nu ren de lai xin, regia di Xu Jinglei
- 2005: - Una cosa chiamata felicità (Štěstí), regia di Bohdan Sláma
  - 7 vírgenes, regia di Alberto Rodríguez Librero
  - A Cock and Bull Story, regia di Michael Winterbottom
  - Bang Bang Orangutang, regia di Simon Staho
  - El aura, regia di Fabián Bielinsky
  - Entre ses mains, regia di Anne Fontaine
  - Gli innocenti (Drabet), regia di Per Fly
  - Iluminados por el fuego, regia di Tristán Bauer
  - Indian - La grande sfida (The World's Fastest Indian), regia di Roger Donaldson
  - Je ne suis pas là pour être aimé, regia di Stéphane Brizé
  - La vida perra de Juanita Narboni, regia di Farida Benlyazid
  - Malas temporadas, regia di Manuel Martín Cuenca
  - O Veneno da Madrugada, regia di Ruy Guerra
  - Obaba, regia di Montxo Armendáriz
  - Odgrobadogroba - Di tomba in tomba (Odgrobadogroba), regia di Jan Cvitkovič
  - Oechul, regia di Jin-ho Hur
  - Un'estate sul balcone (Sommer vorm Balkon), regia di Andreas Dresen
  - Sud express, regia di Chema de la Peña e Gabriel Velázquez
  - Tideland - Il mondo capovolto (Tideland), regia di Terry Gilliam
  - Xiang ri kui, regia di Yang Zhang
- 2006: - Half Moon (Niwemang), regia di Bahman Ghobadi e Mon fils à moi, regia di Martial Fougeron
  - Delirious - Tutto è possibile (Delirious), regia di Tom DiCillo
  - El camino de San Diego, regia di Carlos Sorín
  - Forever, regia di Heddy Honigmann
  - Ghosts, regia di Nick Broomfield
  - Hana yori mo naho, regia di Hirokazu Kore'eda
  - Hotdog - Un cane chiamato Desiderio (Stay), regia di Bobcat Goldthwait
  - Il grande capo (Direktøren for det hele), regia di Lars von Trier
  - Io e Beethoven (Copying Beethoven), regia di Agnieszka Holland
  - Karaula, regia di Rajko Grlić
  - Las vidas de Celia, regia di Antonio Chavarrías
  - Lo que sé de Lola, regia di Javier Rebollo
  - Lonely Hearts, regia di Todd Robinson
  - Más allá del espejo, regia di Joaquim Jordà
  - Orae-doen jeongwon, regia di Sang-soo Im
  - Si le vent soulève les sables, regia di Marion Hänsel
  - The Tiger's Tail, regia di John Boorman
  - Vete de mí, regia di Víctor García León
- 2007: - Mille anni di buone preghiere (A thousand years of good prayers), regia di Wayne Wang
  - Free Rainer, regia di Hans Weingartner
  - Mataharis, regia di Icíar Bollaín
  - Siete mesas de billar francés, regia di Gracia Querejeta
- 2008: - Pandora's Box (Pandora'nin kutusu), regia di Yesim Ustaoglu
  - Camino, regia di Javier Fesser
  - El nido vacío, regia di Daniel Burman
  - El patio de mi cárcel, regia di Belén Macías
  - Frozen River - Fiume di ghiaccio (Frozen River), regia di Courtney Hunt
  - Tiro en la cabeza, regia di Jaime Rosales
- 2009: - City of Life and Death (Nanjing! Nanjing!), regia di Chuan Lu
  - Il rifugio (Le Refuge), regia di François Ozon
  - Il segreto dei suoi occhi (El secreto de sus ojos), regia di Juan José Campanella
  - La mujer sin piano, regia di Javier Rebollo
  - Keštzārhā-ye sefid , regia di Mohammad Rasoulof

### 2010-2019
- 2010: - Neds, regia di Peter Mullan
  - El Gran Vázquez, regia di Óscar Aibar
  - I misteri di Lisbona (Mistérios de Lisboa), regia di Raúl Ruiz
  - Pa negre, regia di Agustí Villaronga
- 2011: - Los pasos dobles, regia di Isaki Lacuesta
  - Amen, regia di Kim Ki-duk
  - La voce taciuta (La voz dormida), regia di Benito Zambrano
  - Le Skylab, regia di Julie Delpy
  - Los Marziano, regia di Ana Katz
  - No habrá paz para los malvados, regia di Enrique Urbizu
  - Sangue do Meu Sangue, regia di João Canijo
  - Take This Waltz, regia di Sarah Polley
  - Il profondo mare azzurro (The Deep Blue Sea), regia di Terence Davies
- 2012: - Nella casa (Dans la maison), regia di François Ozon
  - Blancanieves, regia di Pablo Berger
  - Die Lebenden, regia di Barbara Albert
  - Días de pesca, regia di Carlos Sorín
  - El artista y la modelo, regia di Fernando Trueba
  - El muerto y ser feliz, regia di Javier Rebollo
  - Fasle kargadan, regia di Bahman Ghobadi
  - Foxfire - Ragazze cattive (Foxfire), regia di Laurent Cantet
  - L'ipnotista (Hypnotisören), regia di Lasse Hallström
  - La frode (Arbitrage), regia di Nicholas Jarecki
  - Le Capital, regia di Costa-Gavras
  - The Attack, regia di Ziad Doueiri
  - Venuto al mondo, regia di Sergio Castellitto
- 2013: - Pelo malo, regia di Mariana Rondón
  - Caníbal, regia di Manuel Martín Cuenca
  - Devil's Knot - Fino a prova contraria (Devil's Knot), regia di Atom Egoyan
  - Enemy, regia di Denis Villeneuve
  - For Those Who Can Tell No Tales, regia di Jasmila Žbanić
  - La herida, regia di Fernando Franco
  - La vita è facile ad occhi chiusi (Vivir es fácil con los ojos cerrados), regia di David Trueba
  - Le Week-End, regia di Roger Michell
  - Le due vie del destino (The Railway Man), regia di Jonathan Teplitzky
  - Mon âme par toi guérie, regia di François Dupeyron
  - Oktober November, regia di Götz Spielmann
  - Quai d'Orsay, regia di Bertrand Tavernier
  - Wolf, regia di Jim Taihuttu
- 2014: - Magical Girl, regia di Carlos Vermut
  - Aire libre, regia di Anahí Berneri
  - Automata (Autómata), regia di Gabe Ibáñez
  - Casanova Variations, regia di Michael Sturminger
  - Chi è senza colpa (The Drop), regia di Michaël R. Roskam
  - Eden, regia di Mia Hansen-Løve
  - Félix et Meira, regia di Maxime Giroux
  - Haemoo, regia di Sung-bo Shim
  - Il segreto del suo volto (Phoenix), regia di Christian Petzold
  - La Voz en Off, regia di Cristián Jiménez
  - La isla mínima, regia di Alberto Rodríguez Librero
  - Loreak - Fiori (Loreak), regia di Jon Garaño e Jose Mari Goenaga
  - Second Chance (En chance til), regia di Susanne Bier
  - Stille hjerte, regia di Bille August
  - Tigers, regia di Danis Tanović
  - Una nuova amica (Une nouvelle amie), regia di François Ozon
  - Vie sauvage, regia di Cédric Kahn
- 2015: - Passeri (Þrestir), regia di Rúnar Rúnarsson
  - Amama, regia di Asier Altuna
  - El apóstata, regia di Federico Veiroj
  - El rey de La Habana, regia di Agustí Villaronga
  - Évolution, regia di Lucile Hadžihalilović
  - Freeheld - Amore, giustizia, uguaglianza (Freeheld), regia di Peter Sollett
  - High-Rise - La rivolta (High-Rise), regia di Ben Wheatley
  - I demoni (Les Démons), regia di Philippe Lesage
  - Les Chevaliers blancs, regia di Joachim Lafosse
  - Moira, regia di Levan Tutberidze
  - Sunset Song, regia di Terence Davies
  - The Boy and the Beast (Bakemono no ko), regia di Mamoru Hosoda
  - Truman - Un vero amico è per sempre (Truman), regia di Cesc Gay
  - Un dia perfecte per volar, regia di Marc Recha
  - Vingt et une nuits avec Pattie, regia di Jean-Marie Larrieu e Arnaud Larrieu
- 2016: - I Am Not Madame Bovary (Wo bu shi Pan Jin Lian), regia di Feng Xiaogang
  - 150 milligrammi (La fille de Brest), regia di Emmanuelle Bercot
  - American Pastoral, regia di Ewan McGregor
  - As You Are, regia di Miles Joris-Peyrafitte
  - Che Dio ci perdoni (Que Dios nos perdone), regia di Rodrigo Sorogoyen
  - Dangsinjasingwa dangsinui geot regia di Hong Sang-soo
  - El Invierno, regia di Emiliano Torres
  - Ikari, regia di Lee Sang-il
  - Jesús, regia di Fernando Guzzoni
  - Jätten, regia di Johannes Nyholm
  - L'uomo dai mille volti (El hombre de las mil caras), regia di Alberto Rodríguez Librero
  - La reconquista, regia di Jonás Trueba
  - Lady Macbeth, regia di William Oldroyd
  - Nocturama, regia di Bertrand Bonello
  - Quattro vite (Orpheline), regia di Arnaud des Pallières
  - The Oath - Il giuramento (Eiðurinn), regia di Baltasar Kormákur
- 2017: - The Disaster Artist, regia di James Franco
  - Alanis, regia di Anahí Berneri
  - Beyond Words, regia di Urszula Antoniak
  - C'est la vie - Prendila come viene (Le sens de la fête), regia di Olivier Nakache e Éric Toledano
  - Handia, regia di Aitor Arregi e Jon Garaño
  - Il movente (El autor), regia di Manuel Martín Cuenca
  - La douleur, regia di Emmanuel Finkiel
  - La vita e nient'altro (Life & Nothing More), regia di Antonio Méndez Esparza
  - Le lion est mort ce soir, regia di Nobuhiro Suwa
  - Love Me Not, regia di Alexandros Avranas
  - Mademoiselle Paradis, regia di Barbara Albert
  - Ni juge, ni soumise, regia di Yves Hinant e Jean Libon
  - Pororoca, regia di Constantin Popescu
  - Soldatii. Poveste din Ferentari, regia di Ivana Mladenovic
  - Sollers Point, regia di Matthew Porterfield
  - Submergence, regia di Wim Wenders
  - Una especie de familia, regia di Diego Lerman
- 2018: - Entre dos aguas, regia di Isaki Lacuesta
  - A Faithful Man, regia di Louis Garrel
  - Alpha, The Right to Kill, regia di Brillante Mendoza
  - Angelo, film di Markus Schleinzer
  - Bao Bei Er, regia di Jie Liu
  - Beautiful Boy, regia di Felix van Groeningen
  - Blindsone, regia di Tuva Novotny
  - Der Unschuldige, regia di Simon Jaquemet
  - El amor menos pensado, regia di Juan Vera
  - Il regno (El reino), regia di Rodrigo Sorogoyen
  - High Life, regia di Claire Denis
  - In Fabric, regia di Peter Strickland
  - Inrang, regia di Jee-woon Kim
  - Quién te cantará, regia di Carlos Vermut
  - Rojo, regia di Benjamín Naishtat
  - Vision, regia di Naomi Kawase
  - Yuli, regia di Icíar Bollaín
- 2019: - Pacified, regia di Paxton Winters
  - A Dark-Dark Man, regia di Adilkhan Yerzhanov
  - Blackbird, regia di Roger Michell
  - Criminali come noi (La Odisea de los Giles), regia di Sebastián Borensztein
  - Das Vorspiel, regia di Ina Weisse
  - Il pleuvait des oiseaux, regia di Louise Archambault
  - La hija de un ladrón, regia di Belén Funes
  - La trinchera infinita, regia di Aitor Arregi, Jon Garaño e Jose Mari Goenaga
  - Lhamo and Skalbe, regia di Sonthar Gyal
  - Mano de obra, regia di David Zonana
  - Lettera a Franco (Mientras dure la guerra), regia di Alejandro Amenábar
  - Patrick, regia di Gonçalo Waddington
  - Proxima, regia di Alice Winocour
  - Rocks, regia di Sarah Gavron
  - Thalasso, regia di Guillaume Nicloux
  - The Other Lamb, regia di Małgorzata Szumowska
  - Vendrá la muerte y tendrá tus ojos, regia di José Luis Torres Leiva

### 2019-2020
- 2020: - Beginning (Dasats'q'isi), regia di Dea K'ulumbegashvili
  - Asa ga kuru, regia di Naomi Kawase
  - Au Crépuscule, regia di Šarūnas Bartas
  - Courtroom 3H, regia di Antonio Méndez Esparza
  - Crock of Gold (Crock of Gold: A Few Rounds with Shane MacGowan), regia di Julien Temple
  - Il sabba (Akelarre), regia di Pablo Agüero
  - Naku Ko wa Ineega, regia di Takuma Satô
  - Nosotros nunca moriremos, regia di Eduardo Crespo
  - L'amante russo (Passion simple), regia di Danielle Arbid
  - Supernova, regia di Harry Macqueen
  - Un altro giro (Druk), regia di Thomas Vinterberg
  - Wu Hai, regia di Zhou Ziyang
  - Estate '85 (Été 85), regia di François Ozon

- 2021: - Crai nou, regia di Alina Grigore
  - Arthur Rambo, regia di Laurent Cantet
  - Benediction, regia di Terence Davies
  - Camila saldrá esta noche, regia di Inés María Barrionuevo
  - Distanza di sicurezza (Distancia de rescate), regia di Claudia Llosa
  - Du som er i himlen, regia di Tea Lindeburg
  - Earwig, regia di Lucile Hadžihalilović
  - Enquête sur un scandale d'État, regia di Thierry de Peretti
  - Gli occhi di Tammy Faye (The Eyes of Tammy Faye), regia di Michael Showalter
  - Il capo perfetto (El buen patrón), regia di Fernando León de Aranoa
  - La abuela, regia di Paco Plaza
  - Una donna chiamata Maixabel (Maixabel), regia di Icíar Bollaín
  - One Second, regia di Zhang Yimou
  - Ping yuan shang de huo yan, regia di Zhang Ji
  - Quién lo impide, regia di Jonás Trueba
  - Vous ne désirez que moi, regia di Claire Simon

- 2022: - Los reyes del mundo, regia di Laura Mora Ortega
  - Il supplente (El suplente), regia di Diego Lerman
  - Wild Flowers (Girasoles silvestres), regia di Jaime Rosales
  - Great Yarmouth-Provisional Figures, regia di Marco Martins
  - Hyakka, regia di Genki Kawamura
  - Il Boemo, regia di Petr Václav
  - A Woman (Kong Xiu), regia di Wang Chao
  - La consagración de la primavera, regia di Fernando Franco
  - La maternal, regia di Pilar Palomero
  - Winter Boy - Le Lycéen (Le Lycéen), regia di Christophe Honoré
  - Pornomelancholia, regia di Manuel Abramovich
  - Forever (Resten af livet), regia di Frelle Petersen
  - Runner, regia di Marian Mathias
  - Sparta, regia di Ulrich Seidl
  - Suro, regia di Mikel Gurrea
  - Il prodigio (The Wonder), regia di Sebastián Lelio
  - Walk Up, regia di Hong Sang-soo

- 2023: - O corno, regia di Jaione Camborda
  - All Dirt Roads Taste of Salt, regia di Raven Jackson
  - A Journey in Spring, regia di Tzu-Hui Peng e Ping-Wen Wang
  - Un amor, regia di Isabel Coixet
  - Ex-Husbands, regia di Noah Pritzker
  - Fingernails - Una diagnosi d'amore (Fingernails), regia di Christos Nikou
  - Great Absence, regia di Kei Chika-Ura
  - Kalak, regia di Isabella Eklöf
  - MMXX, regia di Cristi Puiu
  - Puan, regia di María Alché e Benjamín Naishtat
  - La práctica, regia di Martín Rejtman
  - L'île rouge, regia di Robin Campillo
  - The Royal Hotel, regia di Kitty Green
  - Un silence, regia di Joachim Lafosse
  - Le successeur, regia di Xavier Legrand
  - El sueño de la sultana, regia di Isabel Herguera